# Seznam moderních pohanských svatyní

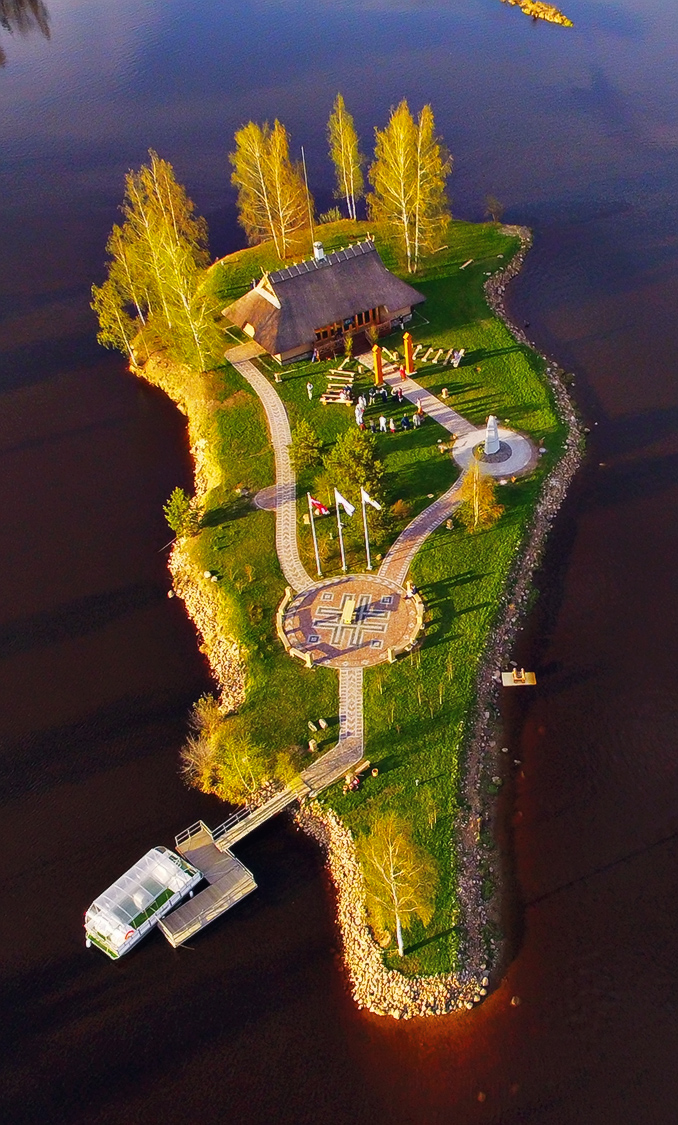
Pohled na Lokstenský chrám Dievturiů v Lotyšsku

Tento článek obsahuje seznam svatostánků moderních pohanů a jiných budov či konstrukcí. Seznam je řazen abecedně dle zemí a měst.

## Seznam chrámů

### Brazílie
- Svatyně Piaga v městě José de Freitas ve státě Piauí.[1][2]

### Dánsko
- Valheim Hof v obci Korinth - zasvěcen severským bohům: Odin, Frigg a Thór.[3]

### Island
- Ásaheimur Hof, Efri Ás, Skagafjörður[4]
- Arktický Henge (Arctic Henge, Heimskautsgerðið), Raufarhöfn[5]

### Itálie
- Chrám Jupitera (Templum Iovis), Torre Gaia, Řím[6]

### Litva
- Svatyně Žemaičiu (Žemaičių Alkas) ve Šventoji[7]
- Chrám čtyř bohů a čtyř bohyň Baltské mytologie v podzemí Vilniuské univerzity.[8]

### Lotyšsko
- Lokstenský chrám Dievturiů (Lokstenes dievturu svētnīca), Farnost Klintaine[9]

### Nizozemsko
- Chrám Nehalennii (místní božstvo neznámého původu, pravděpodobně z germánské nebo keltské mytologie) v Colijnsplaatu.[10]

### Rusko
- Chrám Ohně Svarožice (Храм Огня Сварожича) v Krasotynce, Kaluze[11]
- Slovanský kreml Sundakova (Славянский Кремль Сундакова) v Podolském rajónu, Moskevská oblast - opevnění s několika místy pro potřeby Rodnověřích, včetně chrámu)

### Řecko
- Chrámy helénské skupiny Epsilon (Ελληνική Ομάδα Ε):
  - Chrám Alexandera a Země (Ναός του Αλεξάνδρου και της Γης) v Kilkisu ve Střední Makedonii[12]
  - Chrám řeckých bohů v Soluni[12]

### Spojené státy americké
- NewGrange Hall Asatru Hof v Brownsville, Yuba County ve státě Kalifornie[13][14]
- Sachmetin chrám v Cactus Springs, Clark County ve státě Nevada[15]
- The Catskills Phygianum of the Maetreum, zasvěcený Kybelé v Palenville ve státě New York[16]
- Chrám a útulek Isis Oasis v Geyserville ve státě Kalifornie[17]
- Afroditin chrám Camp Midian Archivováno 25. 6. 2019 na Wayback Machine. ve Springville, Lawrence County ve státě Indiana[18]

### Španělsko

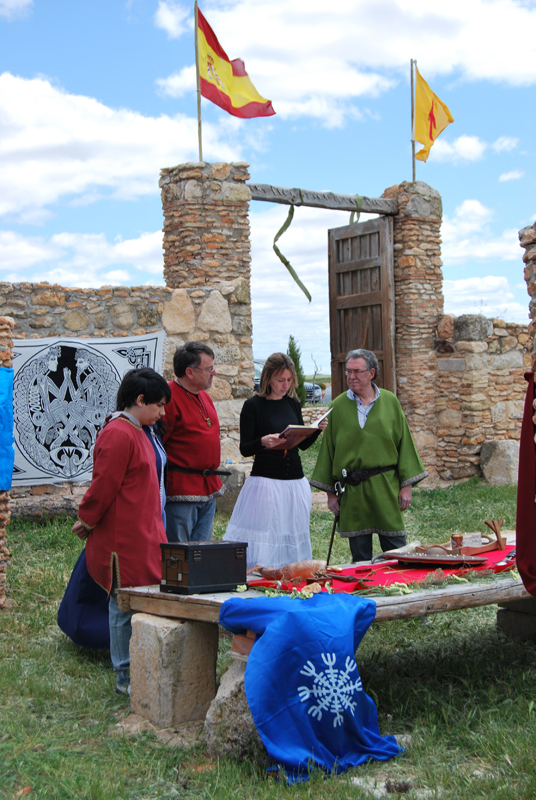
Svatební obřad v chrámu Templo de Gaut ve Španělsku

- Templo de Gaut, Albacete[19]

### Ukrajina
- Chrám Jupitera Perenna v Poltavě[20]

### Velká Británie
- Chrám glastonburské bohyně v Glastonbury[21]
- Studna Bílého pramene s chrámem (White Spring Well and Temple) v Glastonbury[22]
- Chrám společenstva Odinistů, Newark-On-Trent[23]

## Plánované a právě budované chrámy
- Hof Ásatrúarfélagsins - momentálně probíhá výstavba chrámu pro pohanský kult Ásatrúarfélagið v Reykjavíku na Islandu. Dokončení stavby plánováno na konec roku 2019.[24]
- Chrám Slovanů ve Vratislavi v Polsku.[25]
- "Rodunica," občina rodnověřích v Krasnojarsku (Общины Родноверов Красноярья "Родуница"), nebo také gorodok občiny rodnověřích - Krasnojarsk, Rusko[26]
- Chrámy inglingů[27]
  - Chrám Velesa (Капища Велеса) v Omsku, Rusko
  - Chrám Inglie (Капища Инглии) v Omsku, Rusko
- Slovanský chrám v Chabarovsku.[28]
- Atlanta Heathen Hof - chrám budovaný zhruba 10 mil od Atlanty ve státě Georgie v USA pro skupinu Vör Forn Siðr. Stavba má být dokončena v roce 2022.[29]